# Hunt for the Wilderpeople
Hunt for the Wilderpeople is een Nieuw-Zeelandse film uit 2016, geregisseerd door Taika Waititi en gebaseerd op het boek Wild Pork and Watercress uit 1986 van Barry Crump. De hoofdrollen worden vertolkt door Sam Neill en Julian Dennison als oom Hector en Ricky Baker; een vaderfiguur en pleegzoon die het doelwit worden van een klopjacht nadat ze de Nieuw-Zeelandse bush in zijn gevlucht. De film ging in première op het Sundance Film Festival op 22 januari 2016. De film kreeg lovende kritieken, met veel critici die de prestaties en chemie van Dennison en Neill benadrukten.

## Verhaal
In Nieuw-Zeeland wordt de stadsjongen Ricky in een pleeggezin geplaatst in een plattelandsgezin. Hij voelt zich meteen thuis bij zijn nieuwe pleeggezin: tante Bella en oom Hector. Na een dramatische gebeurtenis riskeert Ricky naar een ander huis te worden gestuurd. Dit zal de jongen en Hector ertoe aanzetten om het bos in te vluchten. Met de daaropvolgende klopjacht worden de twee gedwongen hun verschillen opzij te zetten en samen te werken om te overleven.

## Rolverdeling
| Acteur                    | Personage       |
| ------------------------- | --------------- |
| Sam Neill                 | Hector Faulkner |
| Julian Dennison           | Ricky Baker     |
| Rima Te Wiata             | Bella Faulkner  |
| Rachel House              | Paula Hall      |
| Tioreore Ngatai-Melbourne | Kahu            |
| Oscar Kightley            | Andy            |
| Stan Walker               | Ron             |
| Mike Minogue              | Joe             |
| Cohen Holloway            | Hugh            |
| Rhys Darby                | Psycho Sam      |